# Francisco Vargas Fontecilla
Francisco Antonio Vargas Fontecilla (Santiago, 27 de abril de 1824 - Ibid., 10 de diciembre de 1883) fue un abogado y político liberal chileno.

## Biografía

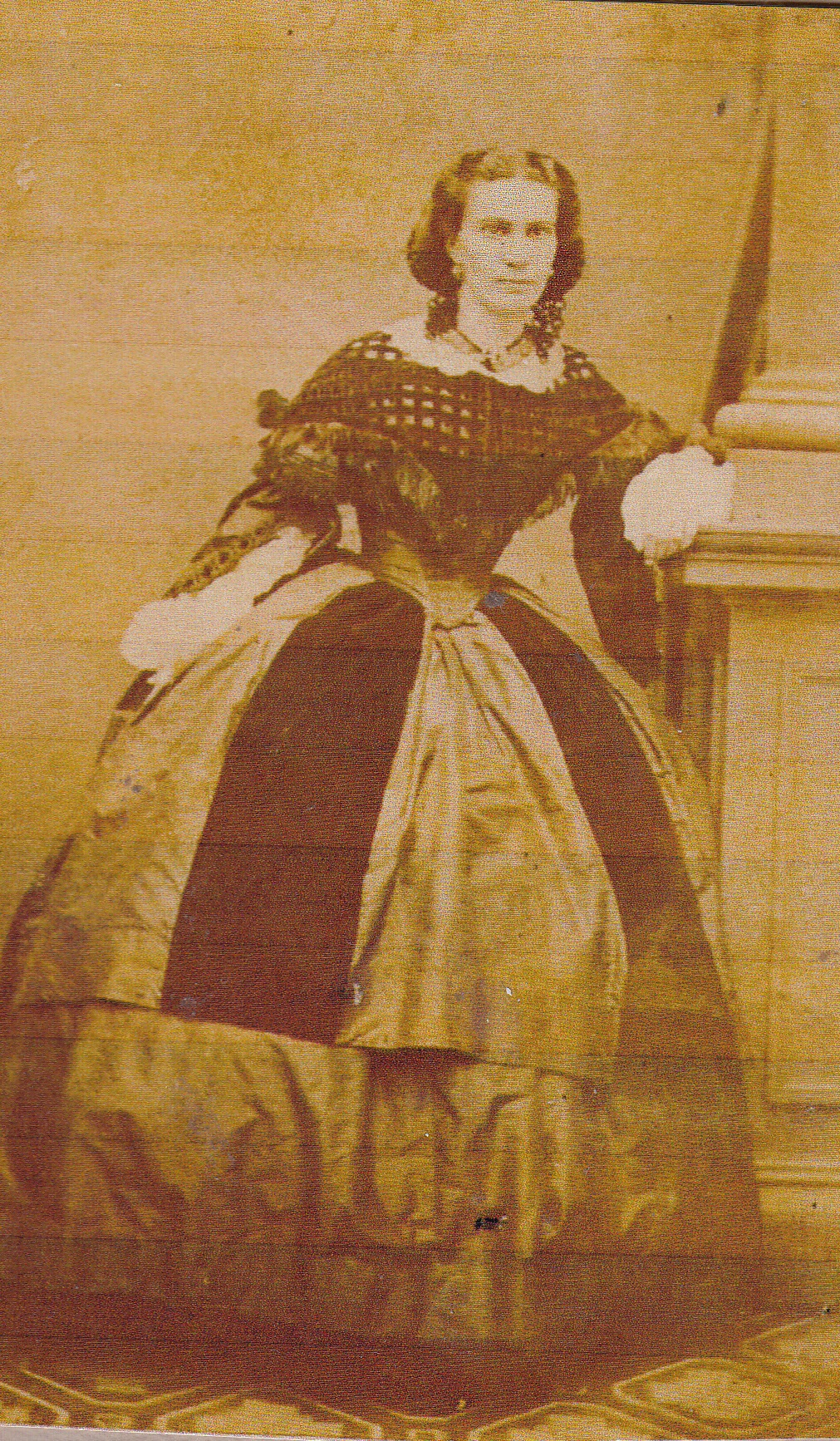
Su segunda esposa Emilia Solar; foto de 1876

Hijo de Benito Vargas Prado y Manuela Fontecilla y Rozas, estudió en el Instituto Nacional, donde juró como abogado el 19 de abril de 1847; cinco años más tarde, en 1852, ingresó en la facultad de Humanidades.
Contrajo matrimonio en julio de 1858 con Rita Laso Errázuriz, de cuya unión nacieron dos hijas: Rita y Manuela; y en 1866, en segundas nupcias, con Emilia Solar Valdés, quien le dio dos hijos: Luis y Casimiro.
Miembro del Partido Liberal, fue elegido diputado por San Felipe, Putaendo y Los Andes para el periodo 1858-1861. Formó parte de la comisión permanente de Educación y Beneficencia. Fue nuevamente parlamentario por los citados distritos en 1864-1867 e integró la comisión permanente de Constitución, Legislación y Justicia. Fue comisionado en 1863, por el gobierno del presidente José Joaquín Pérez, para elaborar un "Proyecto de Ley de Organización y Atribuciones de los Tribunales", que concluyó 1864, y finalmente se convirtió en ley en 1875.
En los siguientes comicios fue reelegido diputado, pero esta vez por Santiago; durante este último periodo, en dos ocasiones presidió la Cámara: del 4 de junio al 8 de octubre de 1867 y del 8 de diciembre de 1868 al 2 de junio de 1870.
Siendo parlamentario, el presidente José Joaquín Pérez Mascayano lo nombró ministro de Interior y Relaciones Exteriores (septiembre de 1867-octubre de 1868) y más tarde ministro de Justicia, Culto e Instrucción Pública (30 de abril-2 de agosto de 1870).
Luego se convirtió en senador por Valparaíso (1870-1879), integrando la comisión permanente de Gobierno y Relaciones Exteriores. Fue decano de la Facultad de Humanidades de la Universidad de Chile; secretario general de esa casa de estudios, ministro de la Corte de Apelaciones de Santiago (1872) y fiscal de la Corte Suprema (1882).
Publicó algunas obras —Constitución comentada; Gramática castellana; Ortografía castellana, Proyecto de Ley de Organización y Atribuciones de los Tribunales— y colaboró con la prensa: escribió en El Museo y en la Revista de Santiago.

## Reconocimientos
Una calle ubicada en el barrio de la Quinta Normal de Santiago ha sido bautizada en su honor.